# Vòng loại Giải vô địch bóng đá nữ châu Âu 2017 (Bảng 5)
Bảng 5 Vòng loại Giải vô địch bóng đá nữ châu Âu 2017 bao gồm các đội: Đức, Nga, Hungary, Thổ Nhĩ Kỳ và Croatia.

## Bảng xếp hạng
| VT | Đội        | ST | T | H | B | BT | BB | HS  | Đ  | Giành quyền tham dự |     |     |     |      |     |     |
| -- | ---------- | -- | - | - | - | -- | -- | --- | -- | ------------------- | --- | --- | --- | ---- | --- | --- |
| 1  | Đức        | 8  | 8 | 0 | 0 | 35 | 0  | +35 | 24 | Vòng chung kết      |     | —   | 2–0 | 12–0 | 2–0 | 7–0 |
| 2  | Nga        | 8  | 4 | 2 | 2 | 14 | 9  | +5  | 14 | Vòng chung kết      |     | 0–4 | —   | 3–3  | 5–0 | 2–0 |
| 3  | Hungary    | 8  | 2 | 2 | 4 | 8  | 20 | −12 | 8  |                     |     | 0–1 | 0–1 | —    | 2–0 | 1–0 |
| 4  | Croatia    | 8  | 2 | 1 | 5 | 8  | 15 | −7  | 7  |                     | 0–1 | 0–3 | 1–1 | —    | 3–0 |     |
| 5  | Thổ Nhĩ Kỳ | 8  | 1 | 1 | 6 | 3  | 24 | −21 | 4  |                     | 0–6 | 0–0 | 2–1 | 1–4  | —   |     |

## Các trận đấu
Giờ thi đấu là CEST (UTC+2) các trận từ ngày 29 tháng 3 tới 24 tháng 10 năm 2015 và từ 27 tháng 3 tới 29 tháng 10 năm 2016, còn lại là CET (UTC+1).
| Thổ Nhĩ Kỳ | 1–4      | Croatia                                             |
| ---------- | -------- | --------------------------------------------------- |
| Uraz 17'   | Chi tiết | Landeka 29' · Joščak 71' · Šundov 80' · Šalek 90+2' |

| Đức | 12–0     | Hungary |
| --- | -------- | ------- |
| Popp 7', 66' · Maier 9' · Kemme 16' · Behringer 19' (ph.đ.) · Bremer 28', 70', 84' · Goeßling 33', 39' · Laudehr 63' · Leupolz 72' | Chi tiết |         |

| Croatia | 0–1      | Đức     |
| ------- | -------- | ------- |
|         | Chi tiết | Popp 4' |

| Hungary  | 1–0      | Thổ Nhĩ Kỳ |
| -------- | -------- | ---------- |
| Szuh 46' | Chi tiết |            |

| Đức                     | 2–0      | Nga |
| ----------------------- | -------- | --- |
| Islacker 8' · Maier 48' | Chi tiết |     |

| Đức                                                                                     | 7–0      | Thổ Nhĩ Kỳ |
| --------------------------------------------------------------------------------------- | -------- | ---------- |
| Islacker 6' · Mittag 29' · Behringer 37' (ph.đ.) · Däbritz 69', 90+3' · Magull 78', 86' | Chi tiết |            |

| Croatia    | 1–1      | Hungary             |
| ---------- | -------- | ------------------- |
| Joščak 68' | Chi tiết | Jakabfi 45' (ph.đ.) |

| Thổ Nhĩ Kỳ | 0–0      | Nga |
| ---------- | -------- | --- |
|            | Chi tiết |     |

| Hungary | 0–1      | Nga           |
| ------- | -------- | ------------- |
|         | Chi tiết | Makarenko 55' |

| Croatia                               | 3–0      | Thổ Nhĩ Kỳ |
| ------------------------------------- | -------- | ---------- |
| Šundov 29' · Joščak 39' · Andrlić 88' | Chi tiết |            |

| Thổ Nhĩ Kỳ | 0–6      | Đức                                                      |
| ---------- | -------- | -------------------------------------------------------- |
|            | Chi tiết | Kerschowski 29', 60', 90+3' · Mittag 40' · Popp 78', 86' |

| Hungary          | 2–0      | Croatia |
| ---------------- | -------- | ------- |
| Jakabfi 43', 86' | Chi tiết |         |

| Đức                       | 2–0      | Croatia |
| ------------------------- | -------- | ------- |
| Marozsán 32' · Mittag 50' | Chi tiết |         |

| Nga                                          | 3–3      | Hungary                             |
| -------------------------------------------- | -------- | ----------------------------------- |
| Terekhova 13', 85' (ph.đ.) · Dmitrenko 90+2' | Chi tiết | Vágó 19' · Zeller 66' · Jakabfi 76' |

| Nga                           | 2–0      | Thổ Nhĩ Kỳ |
| ----------------------------- | -------- | ---------- |
| Pantyukhina 47' · Karpova 64' | Chi tiết |            |

| Thổ Nhĩ Kỳ                        | 2–1      | Hungary     |
| --------------------------------- | -------- | ----------- |
| Türkoğlu 4' · Mosdóczi 27' (l.n.) | Chi tiết | Jakabfi 40' |

| Croatia | 0–3      | Nga                                             |
| ------- | -------- | ----------------------------------------------- |
|         | Chi tiết | Žigić 10' (l.n.) · Karpova 21' · Kozhnikova 38' |

| Nga | 0–4      | Đức                                                              |
| --- | -------- | ---------------------------------------------------------------- |
|     | Chi tiết | Tsybutovich 7' (l.n.) · Maier 14' · Hendrich 26' · Petermann 78' |

| Hungary | 0–1      | Đức              |
| ------- | -------- | ---------------- |
|         | Chi tiết | Szabó 29' (l.n.) |

| Nga                                                                   | 5–0      | Croatia |
| --------------------------------------------------------------------- | -------- | ------- |
| Pantyukhina 6' · Chernomyrdina 12' · Danilova 25', 44' · Sochneva 75' | Chi tiết |         |

## Cầu thủ ghi bàn
5 bàn
- Alexandra Popp
- Zsanett Jakabfi

3 bàn
- Maja Joščak
- Pauline Bremer
- Isabel Kerschowski
- Leonie Maier
- Anja Mittag

2 bàn
- Kristina Šundov
- Melanie Behringer
- Sara Däbritz
- Lena Goeßling
- Mandy Islacker
- Lina Magull
- Elena Danilova
- Nadezhda Karpova
- Ekaterina Pantyukhina
- Elena Terekhova

1 bàn
- Mateja Andrlić
- Iva Landeka
- Martina Šalek
- Kathrin Hendrich
- Tabea Kemme
- Simone Laudehr
- Melanie Leupolz
- Dzsenifer Marozsán
- Lena Petermann
- Erika Szuh
- Fanny Vágó
- Dóra Zeller
- Margarita Chernomyrdina
- Ekaterina Dmitrenko
- Anna Kozhnikova
- Daria Makarenko
- Ekaterina Sochneva
- Ece Türkoğlu
- Yağmur Uraz

Phản lưới nhà
- Sandra Žigić (gặp Nga)
- Evelin Mosdóczi (gặp Thổ Nhĩ Kỳ)
- Viktória Szabó (gặp Đức)
- Ksenia Tsybutovich (gặp Đức)